# 케이마다그란지섬

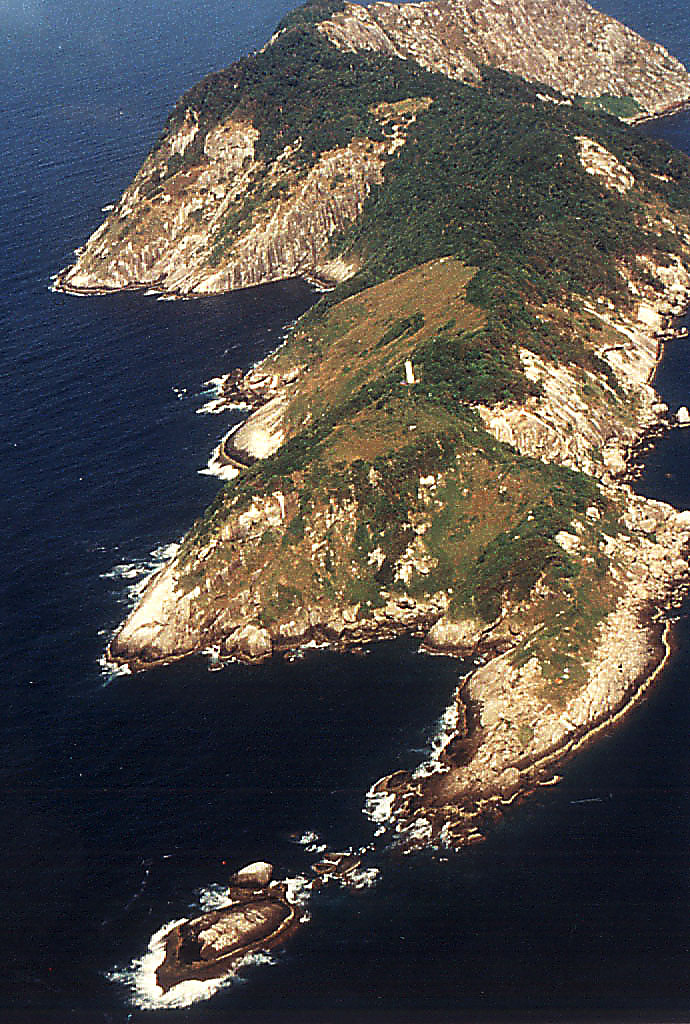

케이마다그란지섬(Ilha da Queimada Grande), 뱀섬은 브라질 상파울루주에 위치한 섬이다. 너무나도 독성이 강한 뱀이 많아 사람이 하나도 살지 않는다.